# Ambia thyridialis
Ambia thyridialis is een vlinder uit de familie van de grasmotten (Crambidae). De wetenschappelijke naam van de soort is voor het eerst gepubliceerd in 1855 door Julius Lederer.
De soort werd voor het eerst ontdekt in Beiroet (Libanon).